# نسیبه عبدالله‌یوا
نسیبه عبدالله‌یوا (به ازبکی: Nasiba Abdullayeva)، (زاده ۱۵ نوامبر ۱۹۶۱در سمرقند)، خواننده و بازیگر اهل ازبکستان است. او هنرمند خلقیِ ازبکستان، دانش‌آموختهٔ استودیوی موسیقی سمرقند، و مؤسسهٔ فرهنگی دولتی تاشکند  است. او در ابتدا کار خود را با آهنگ‌های محلی آغاز کرد.